# Axinotarsus
Genre
Axinotarsus est un genre d'insectes de l'ordre des coléoptères, de la famille des mélyridés.

## Espèces rencontrées en Europe
- Axinotarsus (Axinotarsus) doderoi Escalera 1926
- Axinotarsus (Axinotarsus) insularis Abeille 1881
- Axinotarsus (Axinotarsus) italicus Escalera 1926
- Axinotarsus (Axinotarsus) longicornis (Kiesenwetter 1859)
  - Axinotarsus (Axinotarsus) longicornis longicornis (Kiesenwetter 1859)
  - Axinotarsus (Axinotarsus) longicornis rufithorax (Kiesenwetter 1859)
- Axinotarsus (Axinotarsus) marginalis (Laporte de Castelnau 1840)
- Axinotarsus (Axinotarsus) nigritarsis Abeille 1885
- Axinotarsus (Axinotarsus) peninsularis Abeille 1881
- Axinotarsus (Axinotarsus) pulicarius (Fabricius 1775)
- Axinotarsus (Axinotarsus) ruficollis (Olivier 1790)
- Axinotarsus (Axinotarsus) siciliensis Escalera 1926
- Axinotarsus (Axinotarsus) tristiculus Kraatz 1866
- Axinotarsus (Axinotarsus) tristis (Perris 1864)
- Axinotarsus (Axinotarsus) varius Uhagon 1901
- Axinotarsus (Axinotarsus) varius nevadensis Pardo 1971
- Axinotarsus (Axinotarsus) varius varius Uhagon 1901
- Axinotarsus (Tarxinosus) brevicornis (Kraatz 1862)